# Nová Ves v Horách
Nová Ves v Horách település Csehországban, a Mosti járásban. Nová Ves v Horách Neuhausen/Erzgeb., Deutschneudorf, Litvínov, Klíny, Hora Svaté Kateřiny, Horní Jiřetín, Boleboř és Vysoká Pec településekkel határos. Lakosainak száma 482 fő (2024. január 1.).

## Népesség
A település lakosságának változását az alábbi diagram mutatja:
| Lakosok száma | 2000 | 2177 | 2081 | 647  | 509  | 462  | 466  | 466  | 445  | 482  |
|               | 1869 | 1900 | 1921 | 1961 | 1980 | 2011 | 2016 | 2019 | 2021 | 2024 |